# David Han
David Han, né le 27 mars 1985 à Dijon, est un coureur cycliste et entraîneur français. Ancien coureur amateur, il est actuellement entraîneur de l'équipe  FDJ.

## Biographie
Durant plusieurs saisons, David Han est coureur amateur au sein des clubs de l'UVCA Troyes et du SCO Dijon. Au mois de mars 2009, il décide de mettre un terme à sa carrière afin de consacrer pleinement à son métier d'entraîneur.
Après quatre années passées en tant que directeur sportif et entraîneur au club de DN2 du VC Toucy, il est enrôlé par la formation WorldTour FDJ pour la saison 2015, toujours en qualité d'entraîneur.

## Palmarès
- 2003
  - Circuit Icaunais
- 2005
  - Prix de Bourmont
  - Grand Prix d'Aix-en-Othe
  - 3e de la Nocturne de Bar-sur-Aube
- 2006
  - 2e des Boucles de la Marne

## Classements mondiaux
| Année           | 2008  | 2009 |
| --------------- | ----- | ---- |
| UCI Europe Tour | 1289e | 665e |